# Ивангород
Ивангород (рус. Ивангород; ест. Jaanilinn; фин. Iivananlinna) град је на северозападу европског дела Руске Федерације. Налази се у крајњем западном делу Лењинградске области на самој граници са Естонијом, и административно припада Кингисепшком рејону.
Према проценама националне статистичке службе за 2015. у граду је живело 10.736 становника. Град је основан још 1492. и један је од најстаријих руских градова, а званичан административни статус града има од 1954. године. Градска територија обухвата подручје површине 7,7 km².
Симбол града је средњовековна Ивангородска тврђава која је подигнута изнад десне обале реке Нарве.

## Географија
Град Ивангород смештен је на десној обали реке Нарве, на крајњем западу Лењинградске области, на граници са Естонијом. На супротној обали реке налази се естонски град Нарва. Лежи на око 147 km југозападно од историјског центра града Санкт Петербурга.

## Историја
У пролеће 1492. године на маленом узвишењу уз десну обалу реке Нарве, велики московски књаз Иван III Васиљевич основао је утврђење које је по себи назвао Иванград. Град је реком Нарвом био повезан са Балтиком и постао је тако првом тврђавом и морском луком у том делу руске државе. Како се новонастало утврђење налазило на самој граници руске државе, већ 1496. доживело је и прво велико разарање након упада Швеђана на то подручје. Руси су за кратко време повратили превласт над подручјем, обновили и проширили тврђаву. У немачким документима с краја XV века често се помиње и као „тврђава насупрот Нарве” или „контра Нарва”.
И у наредна два века град је био метом разних освајача, а године 1612. потпада под власт Швеђана. У границама шведске државе остаје наредних сто година, све до 1704. када је руска војска, током Великог северног рата, успела да поврати контролу над градом. По окончању Великог северног рата 1721. године војнички значај Ивангородске тврђаве почиње постепено да опада, а сам град почиње да егзистира као трговачко насеље. Током XIX и у првој половини 20. века у званичним документима се најчешће помиње као део Нарве, а не као независно насеље.
Након револуције у Русији, од новембра 1917. до маја 1919. улази у састав совјетске Русије, а потом постаје делом независне државе Естоније (од 19. маја 1919). У границама Естоније, односно Естонске ССР, остаје све до краја Другог светског рата, све до краја 1944. године када је коначно постао делом Кингисепшког рејона Лењинградске области. Као независно и засебно насеље постоји од 24. новембра 1944. године када је званично установљена граница између Естонске и Руске ССР, а која је ишла коритом реке Нарве.
Одлуком Врховног президијума РСФСР од 20. децембра 1947, Ивангород добија званичан статус урбаног насеља у рангу радничке варошице, а указом истог орга од 28. октобра 1954. преобразован је у град рејонске субординације.

## Демографија
Према подацима са пописа становништва 2010. у граду је живело 9.854 становник, док је према проценама националне статистичке службе за 2015. град имао 10.736 становника.
| 1939. | 1959.  | 1970.  | 1979.  | 1989.  | 2002.  | 2010. | 2015.  |
| ----- | ------ | ------ | ------ | ------ | ------ | ----- | ------ |
| ---   | 14.432 | 11.620 | 10.706 | 11.833 | 11.206 | 9.854 | 10.736 |

## Партнерски градови
Град Ивангород има потписане уговоре о међународној сарадњи са следећим градовима и општинама:
- Нарва (Естонија)
- општина Карлскога (Шведска)

Ивангород је члан међународног удружења Нова Ханза које окупља градове чланове некадашње Ханзеатске лиге са циљем интензивније културне, економске и туристичке сарадње међу њима.